# Domoda

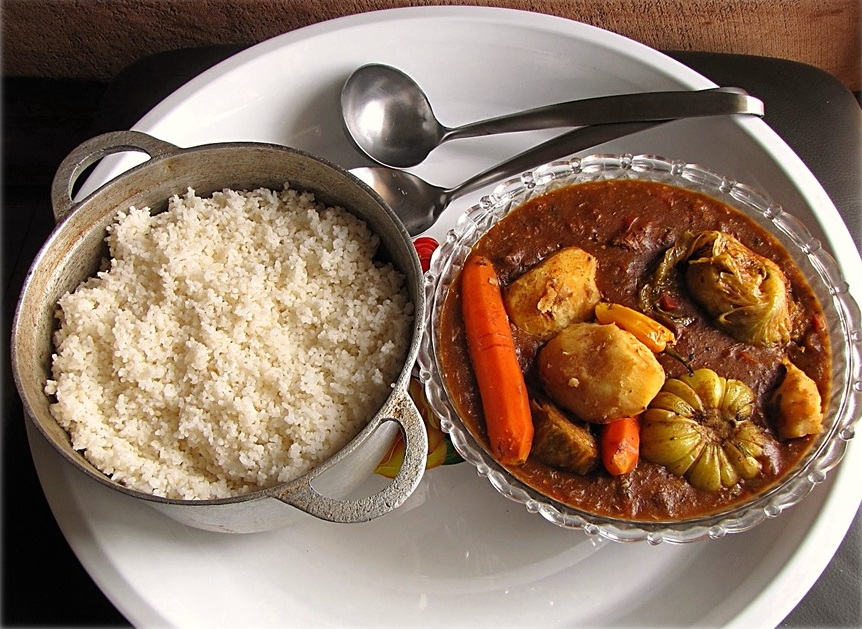
Domoda

Domoda ist in der gambischen Küche entsprechend  Mafé in der senegalesischen Küche ein leicht scharfes Gericht auf Grundlage von Erdnussbutter. Es wird zusammen mit Geflügel, Fleisch oder Fisch zubereitet und in der Regel mit Reis serviert. Neben der den Geschmack bestimmenden Erdnuss werden je nach Rezept Zutaten wie Tomatenmark und andere Gewürze wie Maggi-Würfel und Chili-Pulver hinzugefügt. Das Gericht hat durch den großen Fettanteil der Erdnussbutter einen hohen Energiegehalt und ist daher nicht leicht verdaulich. 
Es ist neben dem senegalesischen Gericht Yassa eines der bekanntesten Gerichte der Landesküchen der westafrikanischen Staaten Gambia und Senegal.
Beef Domoda
Die Variante mit Rindfleisch, die am weitesten verbreitete Variante des Gerichts
Chicken Domoda
Die Variante mit Hähnchenfleisch
Fish Domoda
Die Variante mit Speisefisch